# Amapola Flyg
Amapola Flyg là một hãng hàng không vận tải hàng hóa đóng ở Stockholm, Thuỵ Điển. Hãng cung cấp dịch vụ vận tải hàng hoá cho Swedish Post Office, Jetpak và MiniLiner từ Sân bay Maastricht Aachen, các cơ sở MiniLiner ở Ý và có cơ sở chính ở Sân bay Stockholm-Arlanda..
Hãng này được lập và bắt đầu hoạt động năm 2004 để thực hiện dịch vụ bưu chính trước đó do Falcon Air thực hiện. Hãng thuộc sở hữu hoàn toàn của Salenia và có 50 nhân viên.

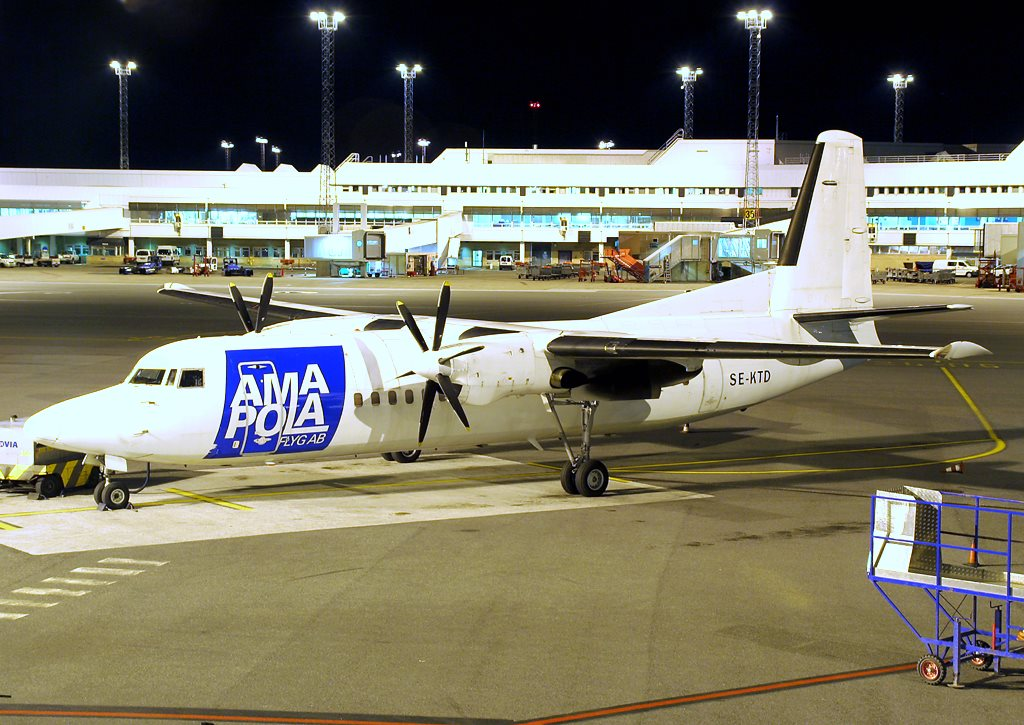
Fokker 50 của Amapola Flyg

## Đội tàu bay
Tại thời điểm tháng 3 năm 2008, hãng Amapola Flyg có các máy bay sau:
- 7 Fokker 50 (hai chiếc vận hành cho MiniLiner / Jetpak bởi Amapola.)